# Svetlana Kouzina
Pour les articles homonymes, voir Kouzina.
Svetlana Vladimirovna Kouzina (en russe : Светлана Владимировна Кузина), née le 8 juin 1975 dans l'oblast de Moscou, est une joueuse de water-polo russe.
Joueuse du SK Uralochka et de l'équipe de Russie de water-polo féminin, elle fut médaillée de bronze aux Jeux olympiques d'été de 2000 à Sydney. Elle décroche également la troisième place du championnat d'Europe de water-polo féminin 2001.